# Даїровський сільський округ
Даї́ровський сільський округ (каз. Дайыр ауылдық округі, рос. Даировский сельский округ) — адміністративна одиниця у складі Зайсанського району Східноказахстанської області Казахстану. Адміністративний центр — село Дайир.
Населення — 2448 осіб (2021; 2917 у 2009, 3112 у 1999, 3266 у 1989).
Станом на 1989 рік існувала Чорноіртиська сільська рада (села Даїрово, Джамбул, Мужиксу).

## Склад
До складу округу входять такі населені пункти:
| Населений пункт | Старі назви | Населення, осіб (1989) | Населення, осіб (1999) | Населення, осіб (2009) | Населення, осіб (2021) |
| --------------- | ----------- | ---------------------- | ---------------------- | ---------------------- | ---------------------- |
| Дайир, село     | Даїрово     | 2087                   | 1989                   | 1951                   | 1665                   |
| Жамбил, село    | Джамбул     | 591                    | 558                    | 459                    | 351                    |
| Кокжира, село   | Мужиксу     | 588                    | 565                    | 507                    | 432                    |